# 褶腹蚁蛛
褶腹蚁蛛（学名：Myrmarachne kiboschensis）为跳蛛科蚁蛛属的动物。分布于非洲中部、越南以及中国大陆的江西、湖南、云南等地。该物种的模式产地在非洲。